# Rathaus (Kahl am Main)

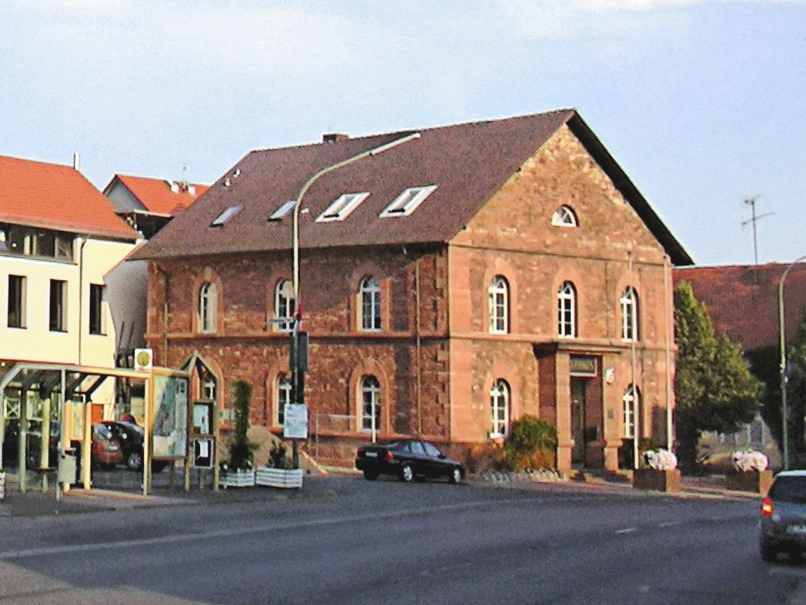
Rathaus in Kahl am Main

Das Rathaus der unterfränkischen Gemeinde Kahl am Main ist Sitz der Gemeindeverwaltung.

## Geschichte
Das Gebäude wurde 1830 als Zollamt errichtet. Nach dem Verlust dieser Funktion richtete der Schreiner Georg Bessenbacher darin eine Wirtschaft ein. Raumnot führte am 1. April 1870 zur Umnutzung als Schulhaus. Bessenbacher erhielt dafür 4000 Gulden Aufgeld. In dem Gebäude wurden zwei Schulsäle, eine Lehrerwohnung und ein Kaplaneizimmer eingerichtet. Zudem erhielt das Haus ein Sitzungszimmer der Gemeinde.
1916 wurden weitere zwei Zimmer für die Gemeindeverwaltung genutzt, ab Mai 1929 das gesamte Erdgeschoss. Seit 1939 dient das Haus vollständig als Rathaus.

## Beschreibung
Das Haus wurde aus rotem Sandstein errichtet. Die Fassade wird durch gleichmäßig angeordnete Fenster im Rundbogenstil gegliedert.